# Rachad Chitou
Rachad Chitou (18 settembre 1979) è un ex calciatore beninese, di ruolo portiere.

## Carriera

### Club
Ha giocato nel campionato beninese e nigeriano.

### Nazionale
Ha esordito in nazionale nel 2002.
Ha partecipato a tre edizioni della Coppa d'Africa (2004, 2008 e 2010).